# Hora Mică
Hora Mică – wieś w Rumunii, w okręgu Caraș-Severin, w gminie Cornereva. W 2011 roku liczyła 35 mieszkańców. 